# Меморіал Івана Глінки 1991
Тихоокеанський кубок (англ. Pacific Cup) — перший міжнародний юніорський хокейний турнір.

## Підсумкова таблиця
| М  | Команда | І | В | Н | П | Ш     | О  |
| -- | ------- | - | - | - | - | ----- | -- |
| 1. | СРСР    | 6 | 5 | 0 | 1 | 32:16 | 10 |
| 2. | Канада  | 6 | 3 | 2 | 1 | 38:21 | 8  |
| 3. | США     | 6 | 0 | 4 | 2 | 19:29 | 4  |
| 4. | Японія  | 6 | 0 | 2 | 4 | 16:39 | 2  |

- Канада - США 5:5
- СРСР - США 8:3
- СРСР - США 6:1
- Японія - Канада 4:9
- Канада - СРСР 6:4
- Японія - США 2:2
- Канада - США 2:2
- Японія - СРСР 1:5
- Японія - США 6:6
- Японія - Канада 1:13
- СРСР - Канада 5:3
- Японія - СРСР 2:4